# 絶望レストラン
「絶望レストラン」（ぜつぼうレストラン）は、2009年8月5日にキングレコードからリリースされたシングル。テレビアニメ『懺・さよなら絶望先生』のエンディング主題歌を収録している。

## 概要
タイアップ作品はテレビアニメ『さよなら絶望先生』シリーズ第三期目に当たる。歌は同作品の主要キャラクターの声優で構成される絶望少女達で、そのうち谷井あすか（小森霧 役）、真田アサミ（常月まとい 役）、後藤邑子（小節あびる 役）、松来未祐（藤吉晴美 役）の4人が参加している。
ジャケットとスリーブケースは『懺・さよなら絶望先生』キャラクターデザイン守岡英行による書き下ろしイラスト。初回製造分には特製スリーブケースと、黒咲練導による『懺・さよなら絶望先生』第二話エンドカードが同梱されている。

## 収録曲
1. 絶望レストラン [4:17]
歌：小森霧（谷井あすか）、常月まとい（真田アサミ）、小節あびる（後藤邑子）、藤吉晴美（松来未祐）
作詞：只野菜摘、作曲・編曲：橋本由香利
テレビアニメ『懺・さよなら絶望先生』エンディングテーマ
2. 金魚の接吻 [4:11]
歌：小森霧（谷井あすか）、常月まとい（真田アサミ）
作詞：只野菜摘、作曲：大智、編曲：youwhich
3. 絶望レストラン（歌無し）
4. 金魚の接吻（歌無し）